# Christopher Lungoyi
Christopher Lungoyi (Kinshasa, 4 luglio 2000) è un calciatore congolese (Repubblica Democratica del Congo) naturalizzato svizzero, attaccante del Gaziantep.

## Caratteristiche tecniche
Attaccante alto 1,82 m, è un calciatore duttile, veloce nei dribbling e con un buon controllo di palla.

## Carriera

### Club

#### Inizi: Servette e Porto
Nato a Kinshasa nella Repubblica Democratica del Congo, si trasferisce da piccolo in Svizzera dove muove i primi passi calcistici prima nel Plan-les-Ouates e poi nel Servette.
Proprio al Servette compie il proprio debutto professionistico, il 3 giugno 2017 subentrando al 70' minuto a Marco Delley, nel corso della gara vinta contro il Le Mont valida per l'ultima giornata di Challenge League.
Successivamente, dopo aver passato più di un lustro in Svizzera, nel gennaio 2018 si accasa in Portogallo al Porto B.

#### Lugano e Juventus
Dopo un biennio passato tra giovanili e Porto B, il 27 gennaio 2020 si trasferisce al Lugano. Debutta con i bianconeri il 16 febbraio 2020 nella vittoria di misura contro lo Young Boys subentrando a Filip Holender nel corso del secondo tempo. Durante questa metà di stagione Lungoyi riesce a mettersi mostra totalizzando 12 presenze e due reti, la prima delle quali il 26 luglio 2020 nell'ampio pareggio esterno per 4-4 contro il Basilea.
La stagione seguente, la seconda con il club del Canton Ticino, continua a dimostrarsi all'altezza ricevendo attenzioni da club di altri paesi venendo ingaggiato, il 21 gennaio 2021, a titolo definitivo per una cifra pari a 3,5 milioni di euro dalla Juventus, che lo lascia contestualmente in prestito al Lugano fino al 30 giugno seguente.
Il 31 gennaio 2021, alla prima partita dopo il ritorno in prestito, segna una rete (la prima stagionale) nel pareggio esterno per 2-2 contro il Basilea.
Nella terza stagione con il club del Canton Ticino non riesce a replicare le ottime prestazioni delle stagioni precedenti ottenendo soltanto 12 presenze e due reti, entrambi in coppa ai danni di La Chaux-de-Fonds e Neuchâtel Xamax.

#### Prestiti a San Gallo, Ascoli e Yverdon
Nel gennaio 2022, concluso il prestito al Lugano, si trasferisce a titolo determinato al San Gallo.
Il 6 luglio 2022 viene ceduto in prestito all'Ascoli, con cui debutta il successivo 7 agosto nella gara di Coppa Italia vinta per 2-3 contro il Venezia. Sette giorni dopo debutta anche in Serie B contro la Ternana (vittoria per 2-1); mentre il mese successivo, il 17 settembre, segna la prima rete nella serie cadetta ai danni del Parma, non riuscendo però ad evitare la sconfitta dei marchigiani.
Conclude l'annata con 27 presenze e solo una rete.
Terminato il prestito, l'11 agosto 2023 fa ritorno in Svizzera, venendo ceduto nuovamente in prestito allo Yverdon. Al termine della stagione non viene riscattato e torna ai bianconeri 

#### Gaziantep
Il 2 settembre 2024, Lugonyi viene acquistato a titolo definitivo dal Gaziantep, nella Süper Lig turca, con cui sottoscrive un accordo biennale, con opzione di rinnovo per un'ulteriore stagione.

### Nazionale
Ha giocato numerose partite con le varie nazionali giovanili svizzere, dall'Under-15 fino all'Under-21.

## Statistiche

### Presenze e reti nei club
Statistiche aggiornate al 6 settembre 2024.
| Stagione        | Squadra         | Campionato      | Campionato | Campionato | Coppe nazionali | Coppe nazionali | Coppe nazionali | Coppe continentali | Coppe continentali | Coppe continentali | Altre coppe | Altre coppe | Altre coppe | Totale | Totale |
| Stagione        | Squadra         | Comp            | Pres       | Reti       | Comp            | Pres            | Reti            | Comp               | Pres               | Reti               | Comp        | Pres        | Reti        | Pres   | Reti   |
| --------------- | --------------- | --------------- | ---------- | ---------- | --------------- | --------------- | --------------- | ------------------ | ------------------ | ------------------ | ----------- | ----------- | ----------- | ------ | ------ |
| 2016-2017       | Servette        | ChL             | 1          | 0          | CS              | 0               | 0               | -                  | -                  | -                  | -           | -           | -           | 1      | 0      |
| 2017-2018       | Servette        | SL              | 3          | 0          | CS              | 1               | 0               | -                  | -                  | -                  | -           | -           | -           | 4      | 0      |
| Totale Servette | Totale Servette | Totale Servette | 4          | 0          |                 | 1               | 0               |                    | -                  | -                  |             | -           | -           | 5      | 0      |
| 2018-2019       | Porto           | PL              | -          | -          | -               | -               | -               | -                  | -                  | -                  | -           | -           | -           | 0      | 0      |
| 2019- gen. 2020 | Porto           | PL              | -          | -          | -               | -               | -               | -                  | -                  | -                  | -           | -           | -           | 0      | 0      |
| Totale Porto    | Totale Porto    | Totale Porto    | 0          | 0          |                 | 0               | 0               |                    | -                  | -                  |             | -           | -           | 0      | 0      |
| gen.-giu. 2020  | Lugano          | SL              | 12         | 2          | CS              | 0               | 0               | -                  | -                  | -                  | -           | -           | -           | 12     | 2      |
| 2020-2021       | Lugano          | SL              | 26         | 1          | CS              | 3               | 3               | -                  | -                  | -                  | -           | -           | -           | 29     | 4      |
| 2021-gen. 2022  | Lugano          | SL              | 9          | 0          | CS              | 3               | 2               | -                  | -                  | -                  | -           | -           | -           | 12     | 2      |
| Totale Lugano   | Totale Lugano   | Totale Lugano   | 47         | 3          |                 | 6               | 5               |                    | -                  | -                  |             | -           | -           | 53     | 8      |
| gen.-giu. 2022  | San Gallo       | SL              | 15         | 2          | CS              | 1               | 0               | -                  | -                  | -                  | -           | -           | -           | 16     | 2      |
| 2022-2023       | Ascoli          | B               | 27         | 1          | CI              | 2               | 0               | -                  | -                  | -                  | -           | -           | -           | 29     | 1      |
| 2023-2024       | Yverdon         | SL              | 25         | 2          | CS              | 2               | 2               | -                  | -                  | -                  | -           | -           | -           | 27     | 4      |
| 2024-2025       | Gaziantep       | SL              | 0          | 0          | TK              | 0               | 0               | -                  | -                  | -                  | -           | -           | -           | 0      | 0      |
| Totale carriera | Totale carriera | Totale carriera | 118        | 8          |                 | 12              | 7               |                    | -                  | -                  |             | -           | -           | 130    | 15     |

### Cronologia presenze e reti in nazionale
| Cronologia completa delle presenze e delle reti in nazionale ― Svizzera under 21 | Cronologia completa delle presenze e delle reti in nazionale ― Svizzera under 21 | Cronologia completa delle presenze e delle reti in nazionale ― Svizzera under 21 | Cronologia completa delle presenze e delle reti in nazionale ― Svizzera under 21 | Cronologia completa delle presenze e delle reti in nazionale ― Svizzera under 21 | Cronologia completa delle presenze e delle reti in nazionale ― Svizzera under 21 | Cronologia completa delle presenze e delle reti in nazionale ― Svizzera under 21 | Cronologia completa delle presenze e delle reti in nazionale ― Svizzera under 21 |
| Data                                                                             | Città                                                                            | In casa                                                                          | Risultato                                                                        | Ospiti                                                                           | Competizione                                                                     | Reti                                                                             | Note                                                                             |
| -------------------------------------------------------------------------------- | -------------------------------------------------------------------------------- | -------------------------------------------------------------------------------- | -------------------------------------------------------------------------------- | -------------------------------------------------------------------------------- | -------------------------------------------------------------------------------- | -------------------------------------------------------------------------------- | -------------------------------------------------------------------------------- |
| 30-5-2021                                                                        | Berna                                                                            | Svizzera under 21                                                                | 2 – 0                                                                            | Irlanda under 21                                                                 | Amichevole                                                                       | -                                                                                | 60’ 90+3’                                                                        |
| 12-11-2021                                                                       | Thun                                                                             | Svizzera under 21                                                                | 3 – 0                                                                            | Moldavia under 21                                                                | Qual. Europeo Under-21 2023                                                      | -                                                                                | 66’                                                                              |
| 16-11-2021                                                                       | Newport                                                                          | Galles under 21                                                                  | 0 – 1                                                                            | Svizzera under 21                                                                | Qual. Europeo Under-21 2023                                                      | -                                                                                | 90+6’                                                                            |
| Totale                                                                           |                                                                                  | Presenze                                                                         | 3                                                                                |                                                                                  | Reti                                                                             | 0                                                                                |                                                                                  |